# کینگوسی
کینگوسی (به انگلیسی: Kingussie) یک شهرک در اسکاتلند است که در هایلند واقع شده‌است. کینگوسی ۱٬۴۱۰ نفر جمعیت دارد.